# Йорубска митология
Йорубската митология (или митология на йоруба) се нарича комплексът от митологични вярвания и представи на африканския народ йоруба, населяващ части от Западна и Югозападна Нигерия, Бенин и Того.
Митологията на йоруба има политеистичен пантеон, включващ богове (т. нар. ориша), полубогове и духове. Божествата ориша са около 1700 на брой и са подредени в структура, наподобяваща политическата и социалната структура на йоруба. За разлика от митологичните представи на редица околни народи (като еуе (ewe), оджи (oji) и др.), боговете при йоруба са антропоморфни. В митологията на йоруба се наблюдава и тенденция за причисляване на локални божества към основните богове, както и сливането на отделните божества, основно на природни обекти, в едно обобщено. Така например за разлика от представите на народа еуе, където всяка планина има свое божество, в митологията на йоруба има едно божество на планините — оке; вместо многобройните морски божества — един бог на морето (Олокун).

## Космогония
Според йоруба земната твърд (светът) е създадена по заръка и с помощта на върховното божество Олорун (Ол-Орун) от Ориша Нла (според друг вариант от Орунмила). Въпреки че Олорун е върховното божество, управлението над божествения и човешкия свят се осъществява от Обатала. Тъй като според мита Ориша Нла създава света за четири дни, а на петия си почива, то „седмицата“ при йоруба се състои от пет дни, като всеки е посветен на някое божество. Много от божествата са покровители на селищата, племената и родовете.
Според митовете телата на първите хора са създадени от земя от Ориша Нла, а Олорун им вдъхва живот, но първият кралски род (респективно кралската власт) води началото си от бога на мълниите Шанго. При йоруба произхода на кралските династии се обожествява, като предците на династиите получават имена на отдавна почитани богове. По принцип в градовете-държави на йоруба митологията е прекроявана в интерес на владетелите и е превръщана в своеобразна история на тези държави.
Митологията на йоруба типологично е много сходна с митологията на съседната етническа група фон.

## В Америка
След колонизирането на Северна и Южна Америка от европейците и разцвета на търговията с роби за новите територии, много етнически йоруба попадат там като роби (основно в дн. Куба, Доминиканската република, Бразилия, Венецуела, Пуерто Рико и др.), носейки със себе си своите вярвания. На местна почва митологията на йоруба се смесва с други африкански култове (носени от другите роби), местни индиански вярвания, християнство, спиритизъм и др., като вследствие се създават нови магически култове и религии като Сантерия, Кандомбле, Умбанда и др. Известната хаитянска религиозна система вуду, макар и създадена от други етнически групи (от Бенин, Того и Гана, говорещи езика Гба), също носи много елементи от митологията на йоруба, тъй като в Африка те са родствени.

## Божества
- Олорун
- (Ориша) Нла
- (Ориша) Око
- Обатала
- Одудава
- Олокун
- Огун
- Ифа
- Ешу
- Йемая (Йемодия)

Вижте също Ориша